# مار سر سیاه
 مار سر سیاه(نام علمی: Rhynchocalamus melanocephalus) نام یک گونه از تیره قمچه‌ماران است.